# Praves (Cantabria)
Praves es una localidad del municipio de Hazas de Cesto (Cantabria, España). En el año 2008, la localidad contaba con 111 habitantes (INE), por lo que es la localidad menos poblada del municipio. Está situada a 75 metros de altitud sobre el nivel del mar, y dista 2,2 kilómetros de la capital municipal, Beranga.
Su templo parroquial se encuentra bajo la advocación de Santiago, prueba del paso por este lugar del camino de la costa compostelano. Fue levantado entre los siglos XVI y XVII y custodia un hermoso baptisterio, del que se dice fue donado por un peregrino agradecido.
Destaca igualmente, la ermita de Jesús del Monte, construida en 1941, basada en los modelos de hispanocasticismo de la posguerra. 
Es probable que el poeta Carlos de Praves, capellán del marqués de Santa Cruz, y el arquitecto Diego de Praves nacieran aquí.
Dista pocos kilómetros de las playas de Noja y en los últimos años se han construido muchas segundas residencias, aparte de lo cual hay algunas casas rurales.

## Transporte y comunicaciones
Dispone de dos paradas de autobús principalmente de la línea (Santander - Santoña y Santander - Castro Urdiales).
Además la estación de tren feve más próxima esta en Beranga, a unos 2,2 km.
Por su término pasan la carretera N-634 y la autovía Bilbao - Santander la cual tiene una salida. El aeropuerto de parayas dista 25 km.

## Industria
Cuenta con un pequeño polígono industrial, situado a la salida del pueblo en dirección Beranga, en el que hay instaladas pequeñas industrias.
- Datos: Q6084067